# 안성소방서
안성소방서(安城消防署, Anseong Fire Station)는 경기도 안성시를 관할하는 경기도 소방재난본부 산하의 소방서이다.
소방서장은 소방정으로 보한다.

## 조직
| 소방행정과 - 소방행정팀 - 회계장비팀 | 재난예방과 - 예방대책팀 - 소방민원팀 | 재난대응과 - 대응전략팀 - 구조구급팀 | 소방안전특별점검단 - 화재안전조사팀 - 소방사법팀 | 현장지휘단 - 지휘조사1,2,3팀 |

## 관할센터 및 관할구역
안성소방서는 5개의 119안전센터와 1개의 구조대를 산하에 두고 있다.
| 명칭                 | 사진 | 주소                         | 관할구역                             | 지역대        |
| -------------------- | ---- | ---------------------------- | ------------------------------------ | ------------- |
| 도기119안전센터      |      | 미양로 855                   | 안성 1·2·3동, 보개면, 대덕면, 고삼면 |               |
| 공도119안전센터      |      | 공도읍 공도로 111            | 공도읍                               |               |
| 죽산119안전센터      |      | 죽산면 장원공단길 38         | 죽산면, 일죽면, 삼죽면               | 일죽119지역대 |
| 미양119안전센터      |      | 미양면 제2공단3길 8          | 미양면, 서운면, 금광면               |               |
| 원곡119안전센터      |      | 원곡면 원곡물류단지로 162-20 | 양성면, 원곡면                       | 양성119지역대 |
| 안성소방서 119구조대 |      | 공단2로 74                   | 경기도 안성시 일원                   |               |

## 같이 보기
- 대한민국 소방청
- 대한민국의 소방
- 소방관 계급